# Социалистический союз народных сил
Социалистический союз народных сил (араб. حزب الاتحاد الاشتراكي للقوات الشعبية‎, фр. Union Socialiste des Forces Populaires, (USFP)) — марокканская левоцентристская политическая партия (ССНС).
В социальной и политической сфере партия в своей программе придерживается идей демократического социализма. Выражает интересы главным образом демократической интеллигенции, мелкой буржуазии, крестьян, части рабочего класса. ССНС снискал влияние в Демократической конфедерации труда и Национальном союзе марокканских студентов.
В документах чрезвычайного съезда (10—2 января 1975) указывалось, что партия выступает за «демократический и научный социализм», за прекращение угнетения одних классов другими, за участие марокканского народа в руководстве государством, за национализацию стратегических отраслей экономики и аграрную реформу. Поддерживает аннексию Западной Сахары, уточняя, что требует «демократического и подлинно народного Магриба».

## История
Создана на базе группировки, отколовшейся в 1972 году от руководимого Махди Бен-Баркой лево-республиканского и антифеодального Национального союза народных сил (фр. Union Nationale des Forces Populaires, UNFP)), который, в свою очередь, отделился в 1959 году от партии Истикляль (Партия независимости). НСНС, на протяжении длительного времени существовавший без программы, устава и чёткой организационной структуры, летом 1972 года раскололся на «рабатскую» (ставшую ССНС) и «касабланкскую» группировки, последняя из которых (собственно НСНС) отошла на периферию политической жизни и прекратила своё существование к 2005 году.
После подавления восстания Мулай-Буазза, в 1974 году, «рабатской группировкой» было объявлено о создании собственной социал-демократической политической партии. Первый секретарь ССНС — Абдеррахим Буабид. В 1981—1982 годах многие активисты партии были подвергнуты политическим репрессиям со стороны королевского режима Хасана II.
Печатный орган — газета «аль-Мухаррир» («Освободитель»).

## Участие в парламентских выборах
В мае 1992 был образован «Демократический блок» («Кутла»), объединивший Истикляль (Партию независимости) и четыре партии левой ориентации: Социалистический союз народных сил, Национальный союз народных сил, Организацию народно-демократического действия и Партию прогресса и социализма. Блок потребовал проведения «глубоких конституционных реформ», однако король категорически отказывался от любого ограничения собственной власти.
Парламентские выборы в ноябре 1997 принесли убедительную победу оппозиции. Блок «Кутла», в который входили Социалистический союз народных сил (ССНС), Истикляль, Организация народно-демократического действия и Партия возрождения и прогресса, собрали 34,3 % голосов и получили 102 из 325 мест в Национальном собрании. По результатам выборов в нижнюю палату парламента 1997 года кандидаты Социалистического союза народных сил впервые вошли в состав парламента страны. После выборов король был вынужден поручить формирование правительства лидеру партии ССНС и блока «Кутла» Абдаррахману Юсуфи, который в марте 1998 сформировал кабинет. Правительство Юсуфи обещало бороться с бедностью, создать новые рабочие места, осуществить демократизацию и модернизацию страны, но продвигалось по этому пути медленно и осторожно.
На выборах в 2002 году Социалистический союз народных сил смог получить 50 мест (из 325), что позволило создать трехстороннюю коалицию с партиями Истикляль (Партия независимости) и Партией прогресса и социализма. По результатам следующих выборов (2007) количество представителей партии в парламенте снизилось до 38 членов, продолжая входить в коалицию (во главе с избранным премьер-министром Марокко Аббасом Эль-Фасси) и занять несколько министерских кресел.
На парламентских выборах в Марокко в 2011 году Социалистический союз народных сил сформировал левую коалицию с двумя мелкими партиями (Партией прогресса и социализма и Фронтом демократических сил), на этот раз Союзу удалось увеличить количество мест в парламенте до 39. Партия вошла в правительственную коалицию.
Социалистический союз народных сил Марокко является членом Социалистического интернационала и наблюдателем Партии европейских социалистов.